# Campeonato Mundial de Taekwondo de 1979
O Campeonato Mundial de Taekwondo de 1979 foi a 4ª edição do evento, organizado pela Federação Mundial de Taekwondo (WTF) entre 26 de outubro a 28 de outubro de 1979. A competição foi realizada na Glaspalast Sindelfingen, em Estugarda, Alemanha Ocidental. 

## Resultados
Os resultados foram os seguintes. 
Masculino
| Evento        | Ouro                               | Prata                               | Bronze                               |
| Até 48 kg     | Coreia do Sul Lee Seung-kyung      | México · Jaime de Pablos            | Estados Unidos · Dae Sung Lee        |
| Até 48 kg     | Coreia do Sul Lee Seung-kyung      | México · Jaime de Pablos            | Espanha Emilio Azofra                |
| Até 52 kg     | Coreia do Sul Yang Ki-mo           | Espanha Jesús Benito                | México · Ramiro Guzmán               |
| Até 52 kg     | Coreia do Sul Yang Ki-mo           | Espanha Jesús Benito                | Marrocos · Bachir Ouazzani           |
| Até 56 kg     | Coreia do Sul Kim Yong-ki          | México · Pablo Arizmendi            | Estados Unidos · Chung Sik Choi      |
| Até 56 kg     | Coreia do Sul Kim Yong-ki          | México · Pablo Arizmendi            | Alemanha Ocidental · Dragan Veljović |
| Até 60 kg     | Coreia do Sul Yim Dai-taik         | México · Reynaldo Salazar           | Alemanha Ocidental · Bernd Bartsch   |
| Até 60 kg     | Coreia do Sul Yim Dai-taik         | México · Reynaldo Salazar           | Austrália · Martin Hall              |
| Até 64 kg     | Coreia do Sul Park Oh-sung         | Estados Unidos · Greg Fears         | Países Baixos · Henk Horsten         |
| Até 64 kg     | Coreia do Sul Park Oh-sung         | Estados Unidos · Greg Fears         | Alemanha Ocidental · Hubert Leuchter |
| Até 68 kg     | México · Óscar Mendiola            | Reino Unido · Lindsay Lawrence      | Alemanha Ocidental · Helmut Gärtner  |
| Até 68 kg     | México · Óscar Mendiola            | Reino Unido · Lindsay Lawrence      | Coreia do Sul Kim Moo-chun           |
| Até 73 kg     | Alemanha Ocidental · Rainer Müller | México · Guillermo Aragonés         | Coreia do Sul Park Chung-ho          |
| Até 73 kg     | Alemanha Ocidental · Rainer Müller | México · Guillermo Aragonés         | Países Baixos · Hans Brugmans        |
| Até 78 kg     | Coreia do Sul Kim Sang-chun        | Alemanha Ocidental · Richard Schulz | Costa do Marfim · Byl Be Yao         |
| Até 78 kg     | Coreia do Sul Kim Sang-chun        | Alemanha Ocidental · Richard Schulz | Estados Unidos · John Holloway       |
| Até 84 kg     | Coreia do Sul Chung Chan           | Alemanha Ocidental · Eugen Nefedow  | Estados Unidos · Scott Rohr          |
| Até 84 kg     | Coreia do Sul Chung Chan           | Alemanha Ocidental · Eugen Nefedow  | Costa do Marfim · Abdoulaye Cissé    |
| Mais de 84 kg | Países Baixos · Sjef Vos           | Estados Unidos · Thomas Seabourne   | Austrália · Keith Whittemore         |
| Mais de 84 kg | Países Baixos · Sjef Vos           | Estados Unidos · Thomas Seabourne   | México · Carlos Obregón              |

## Quadro de medalhas
O quadro de medalhas foi publicado. 
| Ordem | País               | Medalha de ouro | Medalha de prata | Medalha de bronze | Total |
| ----- | ------------------ | --------------- | ---------------- | ----------------- | ----- |
| 1     | Coreia do Sul      | 7               | 0                | 2                 | 9     |
| 2     | México             | 1               | 4                | 2                 | 7     |
| 3     | Alemanha Ocidental | 1               | 2                | 4                 | 7     |
| 4     | Países Baixos      | 1               | 0                | 2                 | 3     |
| 5     | Estados Unidos     | 0               | 2                | 4                 | 6     |
| 6     | Espanha            | 0               | 1                | 1                 | 2     |
| 7     | Alemanha           | 0               | 1                | 0                 | 1     |
| 8     | Austrália          | 0               | 0                | 2                 | 2     |
| 8     | Costa do Marfim    | 0               | 0                | 2                 | 2     |
| 10    | Marrocos           | 0               | 0                | 1                 | 0     |
| Total | Total              | 10              | 10               | 20                | 40    |